# Consejo de Ministros de Honduras de 1847
Consejo de Ministros de Honduras de 1847 fue el encargado de gestionar la administración del Estado de Honduras entre el 12 de enero al 12 de febrero de 1847.
El general Coronado Chávez concluía su presidencia el 31 de diciembre de 1846 y entregó la presidencia al Consejo de Ministros. Al no haberse practicado elecciones presidenciales, la Asamblea eligió presidente constitucional al general Francisco Ferrera; pero este renunció antes de asumir el cargo. Tomó el relevo de la administración presidencial el ciudadano José María Zelaya en forma provisional con fecha 12 de enero de 1847 y entregándolo al Consejo de Ministros que nos ocupa.

## Ministros que lo integraban
- Ministro General Casto José Alvarado (1820-1873),
- Ministro General Francisco Ferrera (1794-1851),
- Ministro General José Santos Guardiola Bustillo (1816-1862); y,
- Ministro Doctor Francisco Cruz Castro (1820-1895).

La Cámara de Representantes de la Asamblea eligió al general Francisco Ferrera para suceder a Coronado Chávez, pero Ferrera renunció antes de asumir el cargo; en consecuencia, el licenciado Juan Lindo fue elegido por la Asamblea como Presidente Constitucional.